# Magdalena Dobromila Rettigova
Magdalena Dobromila Rettigová (Všeradice, 31 de enero de 1785 – Litomyšl, 5 de agosto de 1845) fue una escritora checa. Autora de obras de teatro y poemas, es conocida principalmente por su libro de cocina El libro de cocina para el hogar o el plato de carne y los días de ayuno para jóvenes de Bohemia y Moravia. Fue asimismo promotora del Renacimiento Nacional.

## Biografía
Nació en Všeradice, en el seno de una familia de clase media de habla alemana. Tuvo una infancia difícil, pues quedó huérfana de padre a los siete años. Cuando murió su hermano se trasladó junto a su madre a Pilsen, desde donde viajarían a Praga más tarde. Hasta que no cumplió los dieciocho años no aprendió la lengua checa.
En 1808 contrajo matrimonio con Jan Alois Sudiprav Rettig, patriota checo de familia germanoparlante. Bajo su influencia, Rettigová aprovechó para aprender a hablar y escribir correctamente en checo y empezó a usar su segundo nombre, Dobromila. Magdalena se convirtió en una conocida poetisa en 1834, cuando su familia se mudó a Litomyšl, un importante centro cultural de Bohemia oriental. Tanto ella como su esposo se dedicaron a purificar de germanismos el idioma checo e invitaron a las mujeres a dedicarse al hogar, dándoles consejo y prestándoles libros en checo, censurados en aquella época.
El matrimonio tuvo once hijos, de los cuales solo dos lograron sobrevivir hasta la edad adulta. Su hija Jindřiška (1813) se convirtió en actriz y fue una conocida cantante de ópera. Su hijo Josef (1821) recibió la influencia de su madre y se convirtió en un experto en minerales y un miembro de la Real Orden. 
Rettigová continuó desarrollando nuevos intereses durante toda su vida. En su 60 cumpleaños, el año de su muerte, llegó a decir que «lo que se frena, desaparece». La muerte de su marido en 1844 tuvo un efecto muy destructivo en ella y desde entonces comenzó a perder fuerza. Finalmente falleció en 1845.

## Trayectoria profesional

### Cocinera y escritora
Fue una excelente cocinera además de un símbolo de bienestar en el hogar burgués decimonónico. Sin embargo, sus primeros trabajos literarios fueron, en gran medida, textos espesos y sentimentales. En 1826 Rettigová publicó su libro de recetas El libro de cocina para el hogar o el plato de carne y los días de ayuno para jóvenes de Bohemia y Moravia. Este libro se convirtió en un best-seller del siglo XIX y durante mucho tiempo se mantuvo como el único libro de cocina escrito en checo.
Este libro de cocina, que se puede encontrar muchos hogares checos, es utilizado hoy en día, aunque muchas de sus recetas son dietas ricas en carbohidratos y no se ajustan al actual estilo de alimentación. El libro no ofrece solo recetas, sino también consejos sobre cómo gestionar una cocina y el comportamiento de la mujer como esposa, madre y patriota.
Magdalena se consideraba más una trabajadora por el despertar nacional checo que una escritora. Sin embargo, escribió el libro porque, como ella decía: «corre más gente tras una buena cena que tras el poema más bonito». Eligiendo y puliendo su idioma de forma cuidadosa, supo enseñar el idioma checo a muchas amas de casa que no habían podido aprender a leer en su lengua natal. 
Además de libros de cocina, también escribió cuentos infantiles y dramas de amor. Llegó a la literatura checa por su marido, pero sus primeras obras, bajo el nombre característico de Unschuld y Edelmut, estaban en alemán. 
Rettigová fue la única escritora checa de su tiempo que escribió tanto en su idioma nativo como en alemán. Su ya citado libro de cocina también fue publicado en esta lengua. Después de ser reconocida entre los escritores checos como editora, Rettigová se unió a un círculo de literatos checos y pronto empezó a escribir solo en checo para promover el Movimiento Nacional de su país. Se centró en obras de ficción con el estilo sentimental de la época. 
Sus cartas, que no pretendía que fuesen solo leídas por sus destinatarios, fueron un enlace importante entre los patriotas de Bohemia y Moravia. Incluso ayudaron a crear en conjunto grupos de debate o salones culturales. Rettigová llegó a ser reconocida como la mejor y más ingeniosa poeta checa y, de hecho, uno de sus poemas adquirió el estatus de canción de folk.

### Revitalista
Rettigová puede ser considerada como la primera feminista checa por reflexionar sobre los problemas de la mujer casada. Participó en el Movimiento Nacional Checo y ayudó a crear un instituto para mujeres a pesar de que su propio consejo era que ellas mantuviesen felices a sus esposos de cualquier forma. Su marido la acompañó en sus actividades, un hecho poco común en el siglo XIX, por lo que se le reconoce como un esposo muy moderno para esta era.
Cuando publicó su primer cuento, su creación literaria causó gran revuelo en los círculos patrióticos por haber hecho su aparición la primera escritora moderna checa. Los cuentos de Rettigová, que encerraban siempre un mensaje moralista, fueron muy populares en su tiempo.
Sus obras fueron menos importantes para ella misma que para el sentimiento patriótico, especialmente de las mujeres. Sentía que no había una evolución si las mujeres que se encargaban de cuidar a sus hijos vivían bajo la oscuridad y la ignorancia. En 1820 publicó una proclamación en la que pedía que las mujeres se convirtiesen en literatas para adquirir una educación. Gracias a su empeño, se creó una fundación que premiaba a las licenciadas de las escuelas femeninas con una cantidad económica sustancial una vez alcanzada la mayoría de edad. Como uno de los grupos de patriotas que se acercó al emperador en representación del Movimiento Nacional Checo, dio ejemplo a las mujeres para que formasen parte de su responsabilidad pública.
A pesar de que dedicaba la mayoría de sus libros a las mujeres de la nobleza, Rettigová fue crítica hacia la nobleza a la que consideraba como parásitos. Alababa los valores de la burguesía en la industria, la economía, la veracidad, el autocontrol y el deseo de conseguir las propiedades, mientras se aceptaba la posible pérdida de bienes de forma filosófica. Para ella fue muy importante la actividad productiva.
Además, en las ciudades de Ústí nad Orlicí y Litomyšl organizaba funciones teatrales, veladas de poesía y fundó una biblioteca para mujeres.

## Reconocimientos
- Todos los años en mayo se celebra la fiesta culinaria de Litomyšl para honrar a Rettigová.[4] El evento reúne a los cocineros más prestigiosos del país así como a los invitados de Eslovaquia, Países Bajos o Japón. Se presentan productos de la región y de la cocina checa.[5]
- En el palacio de la ciudad de Všeradice hay un museo dedicado a la vida y obra de Magdalena.[6]
- En 2010, el Ministerio de Industria y Comercio checo emitió un sello conmemorativo de Magdalena Rettigová (1785 - 1845).[7]

## Obras
- Arnost y Bielinka (Arnošt a Bělinka) - 1820.
- Cestita de María pequeña (Mařenčin košíček) – 1821-22.
- Coronita para hijas patriotas (Věneček pro dcerky vlastenecké) - 1825.
- El libro de cocina para el hogar o el plato de carne y los días de ayuno para jóvenes de Bohemia y Moravia (Domácí kuchařka aneb jednání o masitých a postních pokrmech pro dcerky české a moravské) – 1826.
- Jaroslav y Terinka (Jaroslav a Terinka) - 1841.
- La rosa blanca (Bílá růže) – 1827, obra de teatro.[8]
- Broma de atruejo (Masopustní žert) – 1846, obra de teatro, publicada póstuma.